# Сокольников, Михаил Порфирьевич

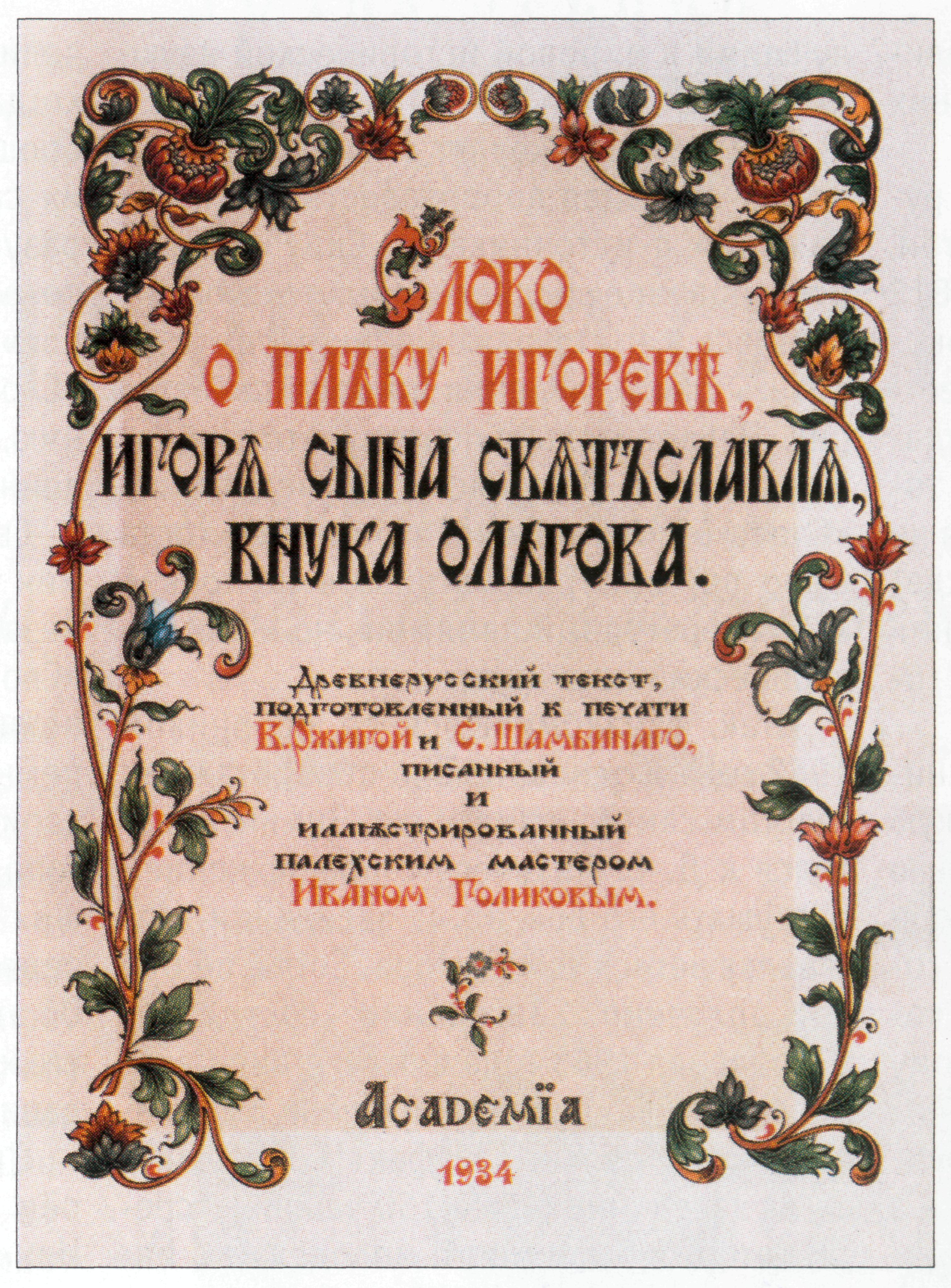
Титульный лист издания Academia (1934) в палехском оформлении

Михаил Порфирьевич Сокольников (14 ноября 1898, Вичуга, Костромская губерния — 1979, Москва) — русский советский искусствовед, литератор, журналист, один из организаторов Союза художников РСФСР, художественный редактор издательства «Academia». Заслуженный работник культуры РСФСР.

## Биография
Родился 2 (14) ноября 1898 года в селе Бонячки Кинешемского уезда Костромской губернии (с 1925 года в составе города Вичуги) в семье кологривского дворянина Порфирия Николаевича Сокольникова. Мать — Мария Максимовна, в девичестве Киселёва, происходит из крестьян д. Голубцово Кинешемского уезда Костромской губернии (с 1966 года в составе города Вичуги).
Автор целого ряда книг о творчестве известных российских художников — В. Н. Бакшеева, А. М. Герасимова, Б. В. Иогансона, П. И. Петровичева, Г. К. Савицкого, В. В. Мешкова, Ф. А. Модорова и других, а также большого количества обзоров и статей по проблемам художественного творчества.
Под редакцией Сокольникова в 1934 году вышло уникальное издание «Слова о полку Игореве» с выразительными иллюстрациями знаменитого миниатюриста-палешанина Ивана Голикова.
Сокольников более 50-ти лет глубоко изучал творчество российских художников, ездил на областные, зональные персональные выставки, часто помогая авторам ценным советом. В знак любви к своему родному городу Михаил Порфирьевич подарил Кинешемской картинной галерее из своей личной коллекции более 50 картин и этюдов, написанных известными мастерами кисти.
Умер в 1979 году. Похоронен на Ваганьковском кладбище (3 уч.).

## Сочинения
- Сокольников М. П. Михаил Владимирович Маторин. — М.: Гизлегпром, 1948. — 72, [20] с. — (Мастера книжного оформления). — 4000 экз. (обл., суперобл.)
- Сокольников М. П. Савицкий. — М.: Искусство, 1950. — 32 с. — (Массовая библиотека). — 25 000 экз. (обл.)
- Сокольников М. П. А. М. Герасимов: Жизнь и творчество. — М.: Искусство, 1954. — 240 с. — 10 000 экз. (в пер.)
- Сокольников М. П. Н. В. Кузьмин. — М.: Советский художник, 1964. — 208 с. — 4000 экз. (в пер., суперобл.)
- Сокольников М. П. В. Н. Бакшеев: Жизнь и творчество. — М.: Искусство, 1972. — 224 с. — 10 000 экз. (суперобл.)
- Сокольников М. П. Пейзажи Родины: Очерки о мастерах живописи / М. П. Сокольников; Предисл. народного художника РСФСР А. Каманина. — М.: Изобразительное искусство, 1980. — 128 с. — 10 000 экз. (в пер.)